# مونبليزير (تونس)

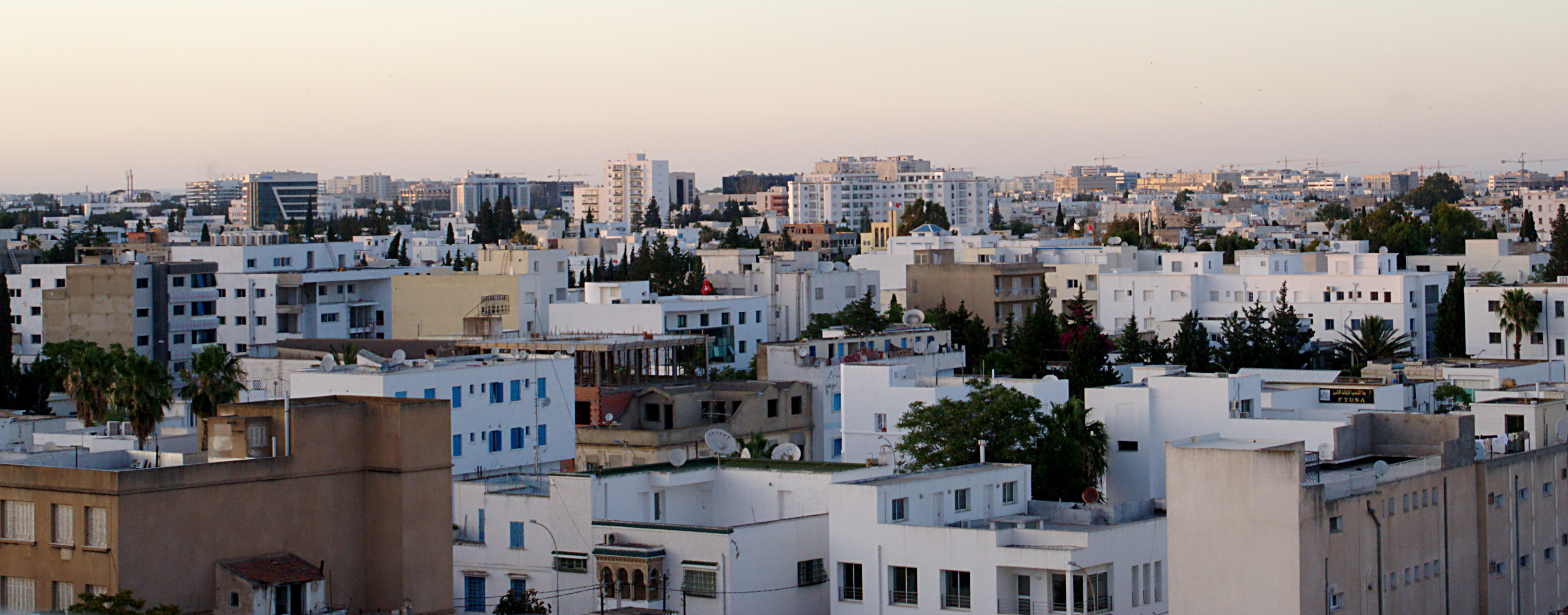
منظر على حي مونبليزير.

مونبليزير (بالفرنسية: Montplaisir) هو حي حديث يقع شرق تونس العاصمة في تونس، ويتبع إداريا معتمدية باب البحر، وترقيمها البريدي هو 1073.

باحتوائه مقرات العديد من الشركات والبنوك، أصبح هذا الحي منطقة تجارية بامتياز، يشقه شارع اليابان (قديما نهج 8301) والذي أصبح الشريان الرئيسي له.

يوجد في الحي الحديقة اليابانية بتونس والتي تمتد على مساحة 000 6 متر مربع.

## أماكن بارزة
يحتوي الحي على العديد من المقرات لمنظمات ومؤسسات بارزة وهي:
- جامعة تونس الافتراضية (13 نهج ابن النديم).
- جامعة ابن خلدون الخاصة (نهج اللاس).
- حديقة حسان بلخوجة (مركز تدريب الترجي الرياضي التونسي).
- مقر حزب حركة النهضة (نهج اللاس).
- ساحة حقوق الإنسان.
- سفارة مصر في تونس (نهج الفردوس).
- مقر الشركة التونسية لتأمين التجارة الخارجية (14 نهج البرجين).
- مقر شركة النقل بتونس (33 شارع اليابان).
- مدينة الثقافة في تونس (في طور الإنجاز، شارع قورش الكبير).
- مقر موزاييك أف أم (نهج الشعبية).
- مقر هيئة الحقيقة والكرامة (نهج اللاس).
- وزارة التجارة (40 نهج سيدي الهاني).
- وزارة الصناعة (40 نهج سيدي الهاني).
- وزارة النقل (13 نهج البرجين).